# Períbol

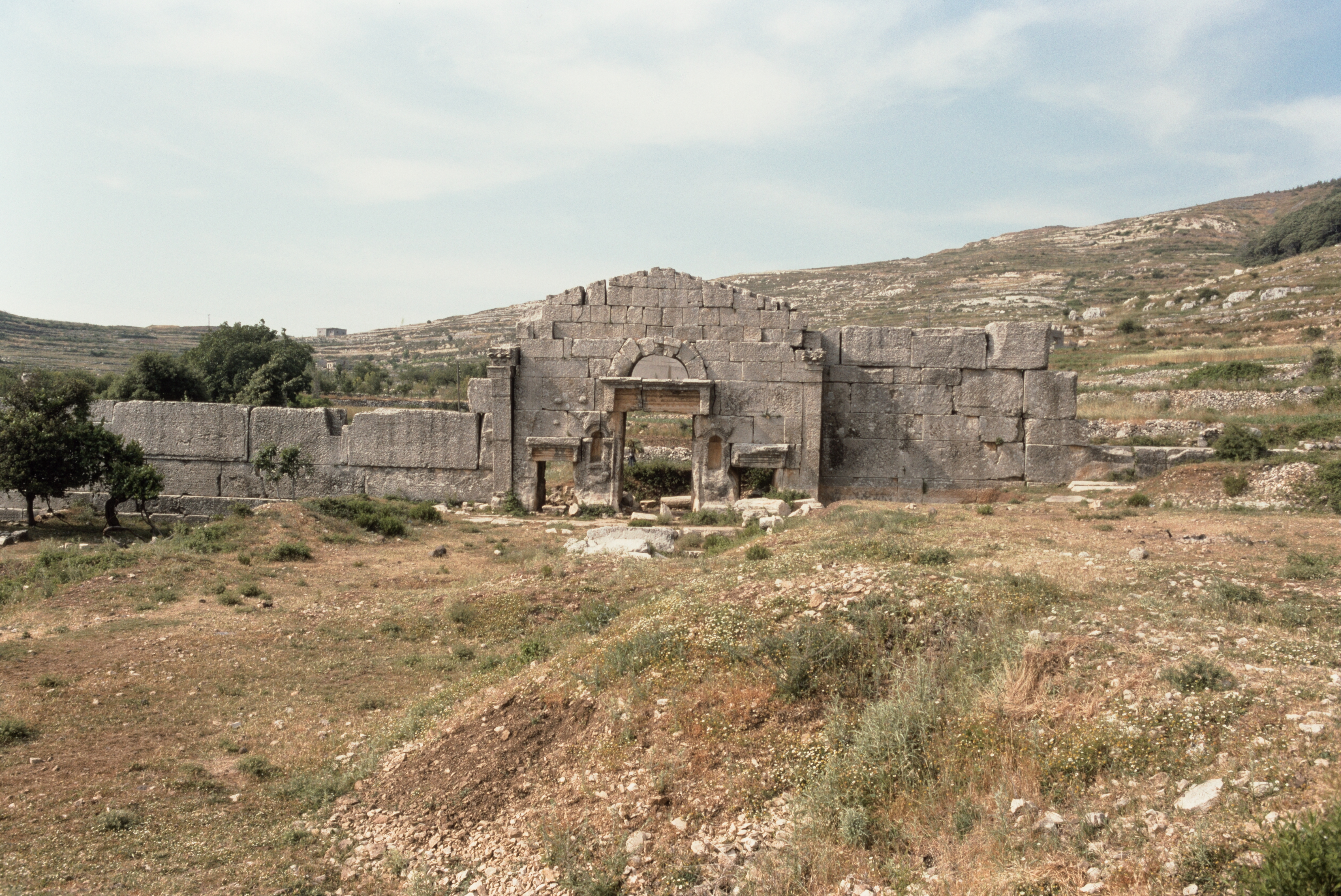
Antic Temple de Zeus situat a Síria.

Un períbol (en grec antic γύρω βόλος, períbolos, i en llatí tardà peribolu) és un recinte sagrat al voltant dels temples antics. Per exemple, una mur exterior de delimitació d'un espai al voltant d'un temple romà, un altar romà o un temple egipci.